# Halobetasolpropionat
Halobetasolpropionat ist eine chemische Verbindung aus der Gruppe der Corticosteroide. Die Verbindung ist ein Carbonsäureester der Propionsäure mit Halobetasol und unterscheidet sich von Clobetasolpropionat durch ein zusätzliches einzelnes Fluoratom an der sechsten Position.

## Eigenschaften
Halobetasolpropionat ist ein weißer kristaller Feststoff. Es ist in organischen Lösungsmitteln löslich, aber praktisch unlöslich in Wasser.

## Verwendung
Halobetasolpropionat wird zur Behandlung von Psoriasis verwendet. Halobetasolpropionat ist die in den Vereinigten Staaten gebräuchliche Bezeichnung (USAN) für das Propionat des Cortikosteroids Halobetasol, das 1976 von Ciba-Geigy synthetisiert wurde. Die Markennamen lauten Ultravate in den Vereinigten Staaten und Miracorten in anderen Teilen der Welt.

## Regulierung
Über den Safe Drinking Water and Toxic Enforcement Act of 1986 besteht in Kalifornien seit 20. August 1999 eine Kennzeichnungspflicht für Produkte, die Halobetasolpropionat enthalten.

## Externe Links zu erwähnten Verbindungen
1. ↑  Externe Identifikatoren von bzw. Datenbank-Links zu Halobetasol:  CAS-Nr.: 98651-66-2, PubChem: 5311167, ChemSpider: 4470691, DrugBank: DB00596, Wikidata: Q7879715.